# Puncturella serraticosta
Puncturella serraticosta is een slakkensoort uit de familie van de gathorens (Fissurellidae). De wetenschappelijke naam van de soort is voor het eerst geldig gepubliceerd in 1986 door Herbert & Kilburn.